# Fernanda Britto
Fernanda Britto, nome artístico de Fernanda Brandão Matta de Araújo (Rio de Janeiro, 18 de novembro de 1960 — 18 de dezembro de 2024), foi uma consultora de etiqueta brasileira, influenciadora digital e publicitária, que ganhou notoriedade nas redes sociais durante a pandemia, tendo atingido mais de um milhão e setecentos mil seguidores no Instagram e um milhão e cem mil seguidores no TikTok.

## Biografia
Fernanda nasceu na capital do Estado do Rio de Janeiro, filha de Ricardo Murillo Matta de Araújo e de Dona Denise Brandão Matta de Araújo, sendo a caçula de três filhas (Deborah e Martha).
Foi educada no tradicional Colégio Jacobina, em Botafogo, de 1966 a 1977.
Em 1978, Fernanda ingressou na Pontifícia Universidade Católica do Rio de Janeiro, no curso de Comunicação e Estudos de Mídia, graduando-se em 1982. Foi agente comercial da Vogue por doze anos, de 1987 a 1999.
Segundo depoimento em seu blogue pessoal, seus filmes favoritos eram Ligações Perigosas e De Olhos Bem Fechados, enquanto que seus livros eram Alexis ou o Tratado do Vão Combate de Marguerite Yourcenar, O Amor nos Tempos do Cólera de Gabriel García Márquez e A Menina que Roubava Livros de Markus Zusak.
Foi casada com o empresário Antonino Manuel de Paiva Lourenço, tendo-se divorciado em na década de 2010, sem filhos.
Fernanda era publicitária e empresária, mas ganhou notoriedade com a Pandemia de COVID-19, quando começou a gravar vídeos com dicas de etiqueta, tendo chegado a atingir 1.700.000 (um milhão e setecentos mil) até meados de dezembro de 2024.

## Polêmica
Em 21 de novembro de 2024, Fernanda teve um derrame e desde o início de dezembro do mesmo ano, passou por tratamentos em razão das sequelas decorrentes do mesmo derrame. Todavia, em 8 de dezembro, sua irmã Martha anunciou sua morte clínica, o que foi negado pelos empresários de Fernanda, Stéphanie Murta e Kadu Pacheco, os quais, a duras penas, conseguiram encontrá-la bem e viva em 10 de dezembro.
Martha foi denunciada por Stéphanie e Kadu, por supostas negligência e tentativa aproveitar-se financeiramente de Fernanda Britto, sendo ainda acusada de contrair empréstimos em nome de sua irmã.

## Morte
Fernanda morreu em 18 de dezembro de 2024, em decorrência de um acidente vascular cerebral, o que agravou sua já debilitada saúde.
Sua morte abalou o Brasil, tendo sido notícia nos veículos de notícia mais importantes.